# Bunaeopsis macrophthalma
Bunaeopsis macrophthalma is een vlinder uit de familie nachtpauwogen (Saturniidae), onderfamilie Saturniinae.
De wetenschappelijke naam van de soort is voor het eerst geldig gepubliceerd door Kirby in 1881.